# Adam Kurak
Adam Michajłowicz Kurak (ros. Адам Михайлович Курак; ur. 27 czerwca 1985 roku) – rosyjski zapaśnik walczący w stylu klasycznym. Brązowy medalista mistrzostw świata w 2015 i trzynasty w 2014. Triumfator mistrzostw Europy w 2014 i 2018; drugi w 2013. Pierwszy w Pucharze Świata w 2013 i drugi w 2014. Mistrz świata wojskowych w 2017 i 2018; drugi w 2016. Złoty medalista kraju w 2009, 2015 i 2017; srebro w 2010 i 2019; brąz w 2011, 2012 i 2016 roku.